# Trashigang körzet
Trashigang  egyike Bhután 20 körzetének. A fővárosa Trashigang .

## Földrajz
Az ország keleti részén található.

## Gewog-ok
- Bartsham Gewog
- Bidung Gewog
- Kanglung Gewog
- Kangpara Gewog
- Khaling Gewog
- Lumang Gewog
- Merak Gewog
- Nanong Gewog
- Phongmey Gewog
- Radhi Gewog
- Sakten Gewog
- Samkhar Gewog
- Shongphu Gewog
- Thrimshing Gewog
- Uzorong Gewog
- Yangneer Gewog